# Eacles tricolor
Eacles tricolor är en fjärilsart som beskrevs av Walker 1869. Eacles tricolor ingår i släktet Eacles och familjen påfågelsspinnare. Inga underarter finns listade i Catalogue of Life.